# Hernyó

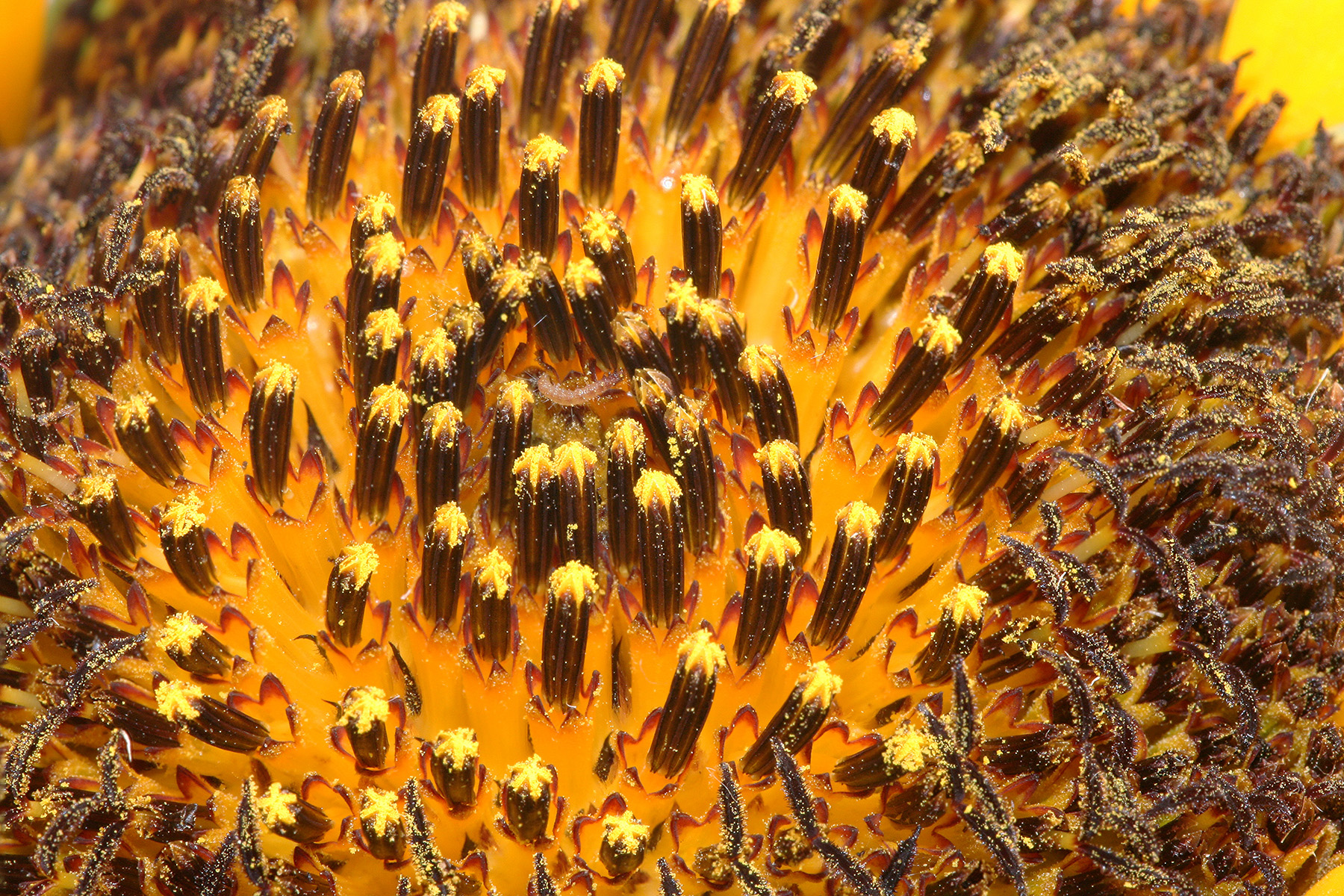
Napraforgó virág (Helianthus annuus), közepében egy lepkehernyó

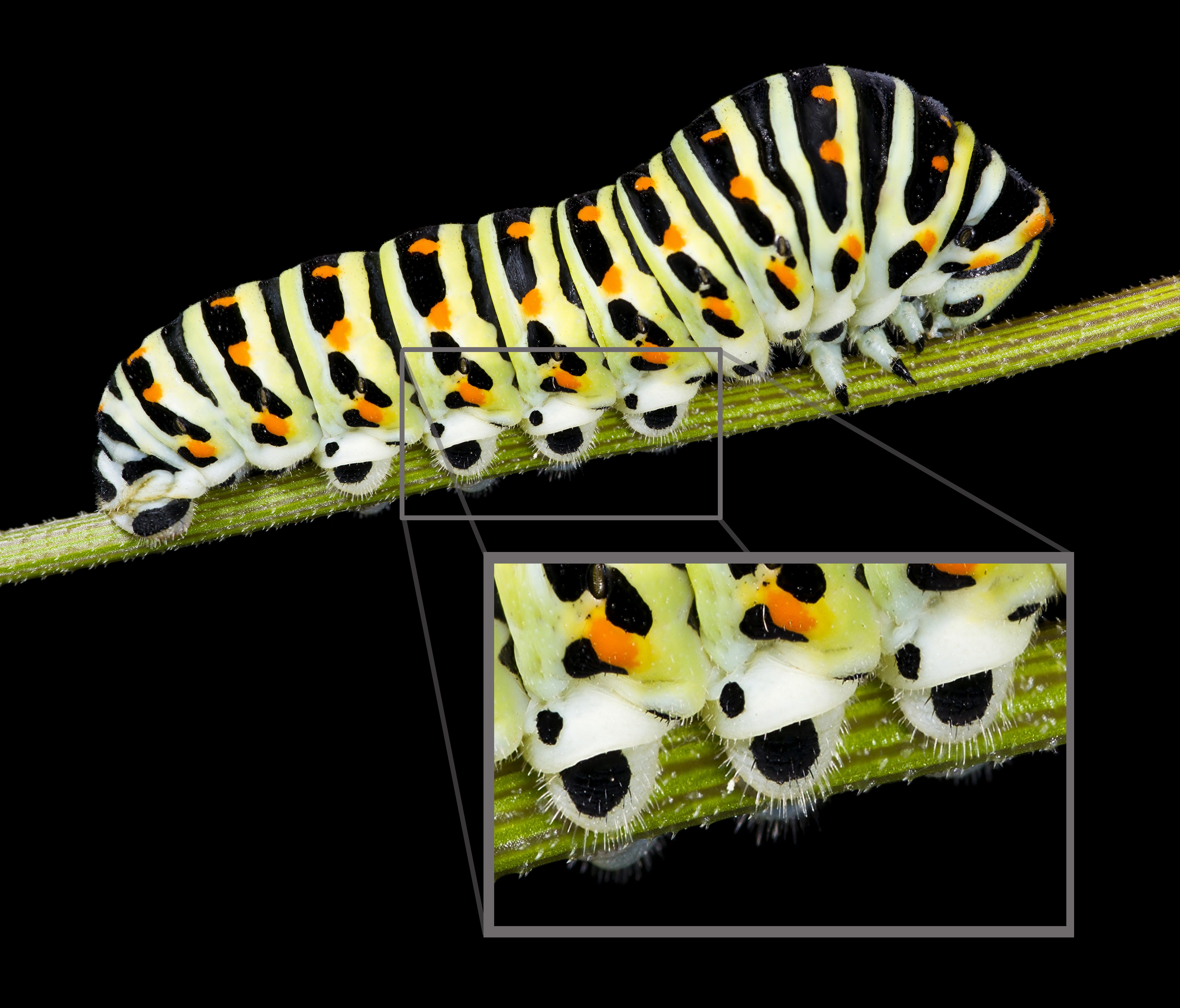
hasi tolólábak (állábak), Papilio machaon

A – Fej, B – Tor, C – Potroh,
1 – előtor háta (pronotum),
2 – légzőnyílás (stigma),
3 – 3 pár tori láb (járólábak),
4 – hasi tolólábak (állábak),
5 – far- vagy tolóláb (állábak),
6 – farpajzs vagy anális lemez,
7 – tüske (farokszerű nyúlvány a szendereknél),
a – szem,
b – szemhalmaz (stemmata, vagy ocelli),
c – csápok,
d – rágó,
e – alsó ajak (labium),
f – fejpajzs.

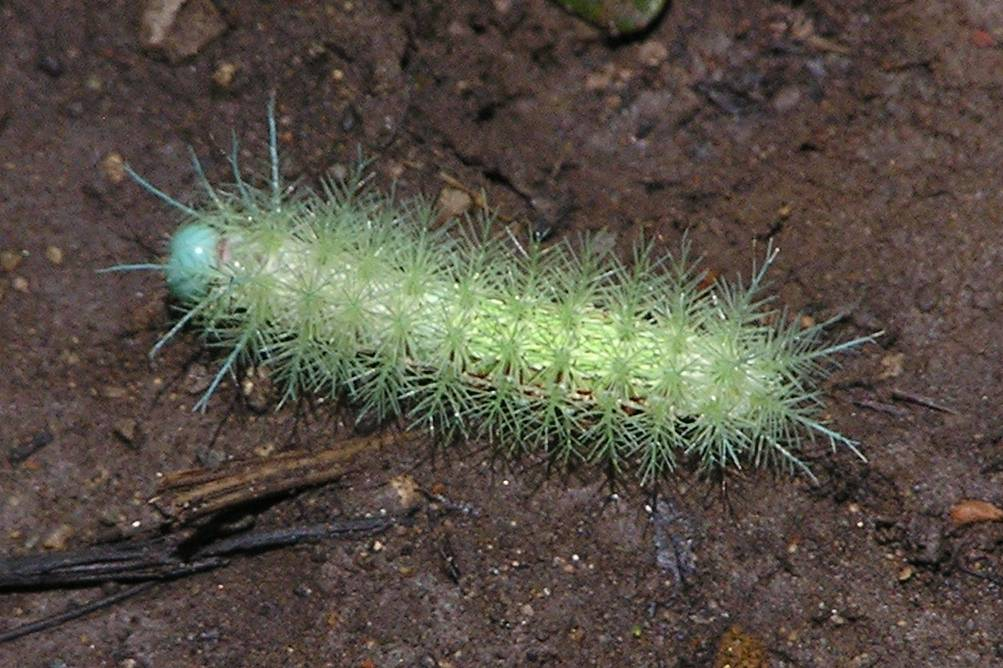
Costa Rica-i szőrös hernyó

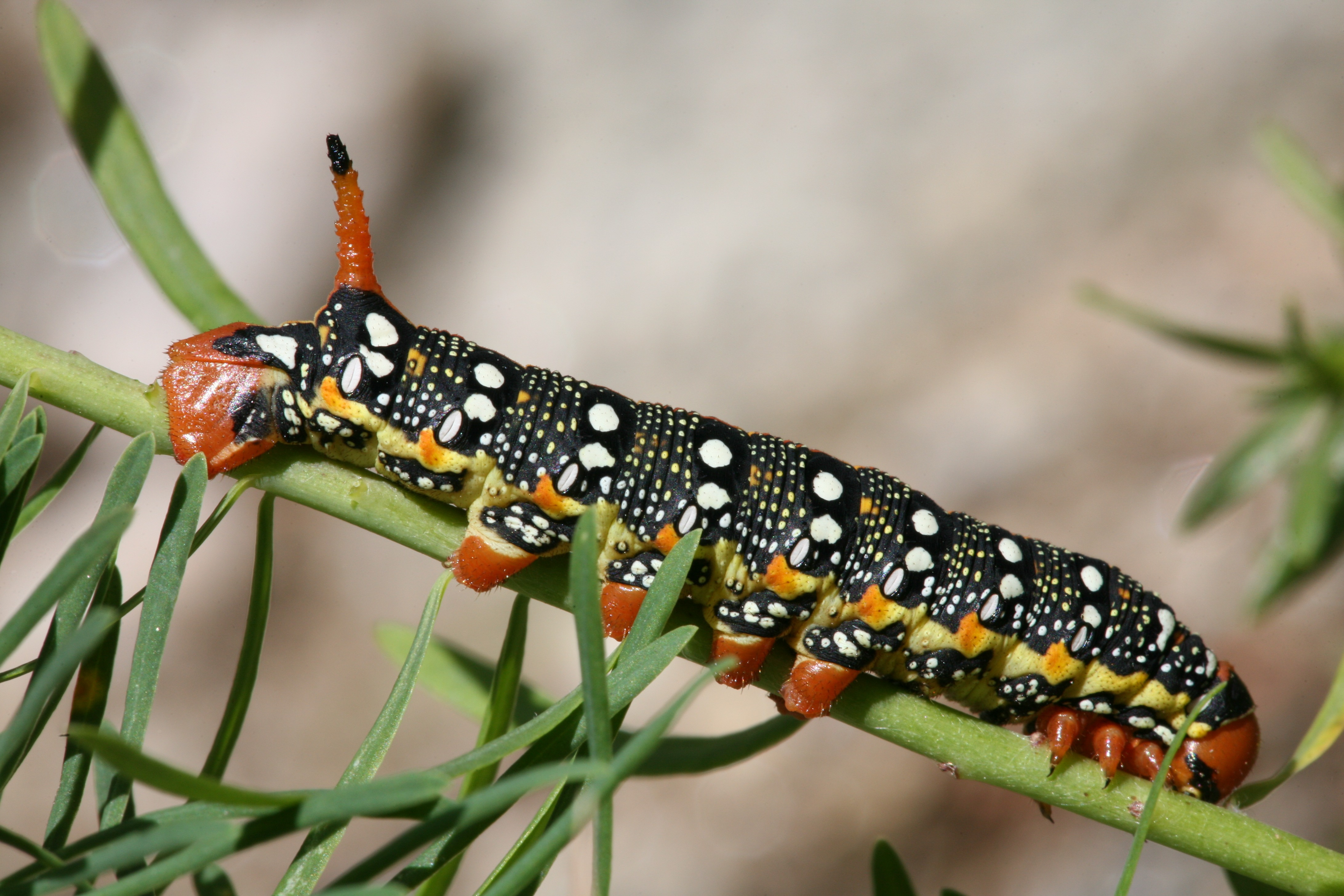
A kutyatejszender hernyója

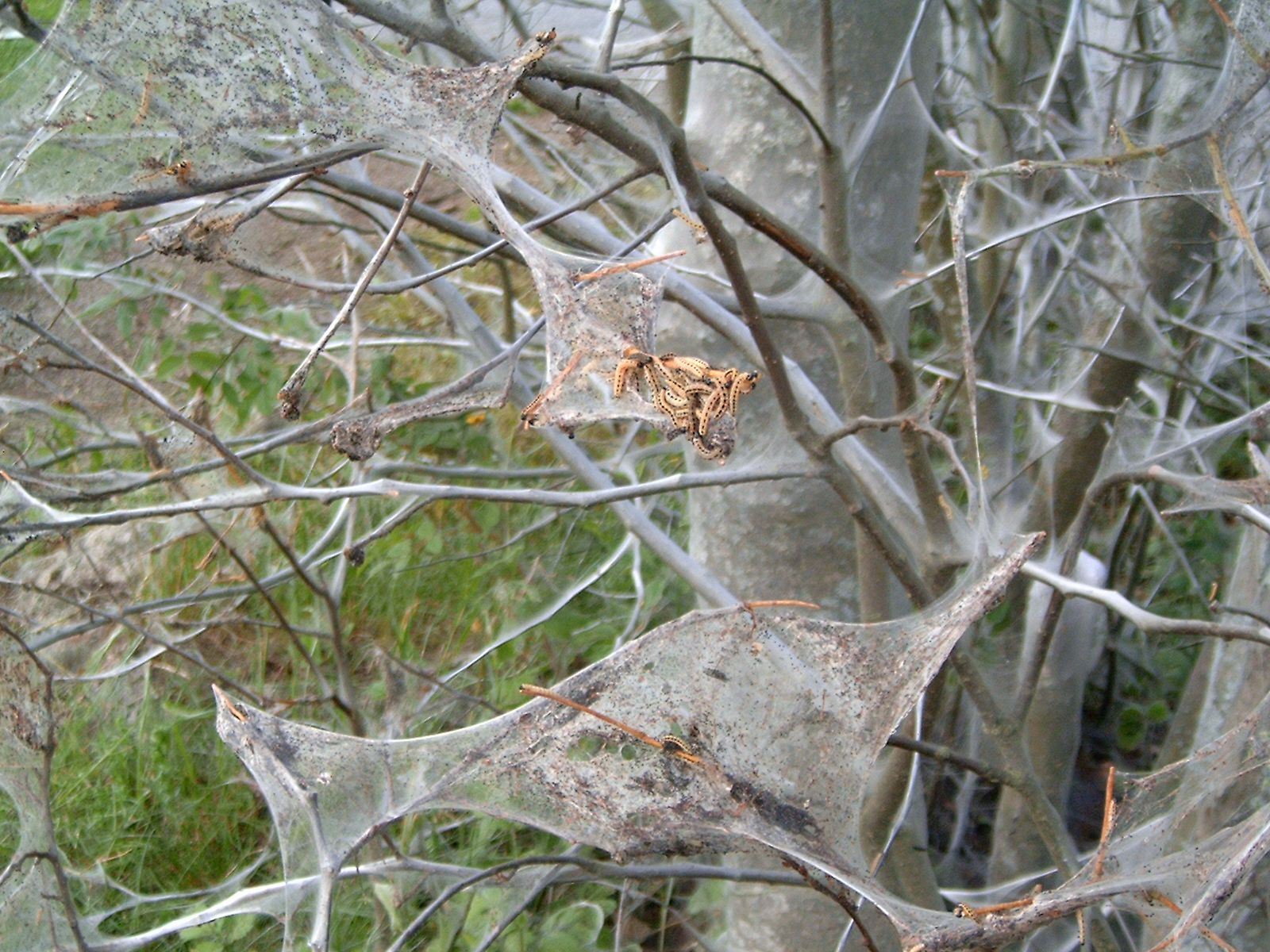
A kecskerágó-moly hernyójának kártétele

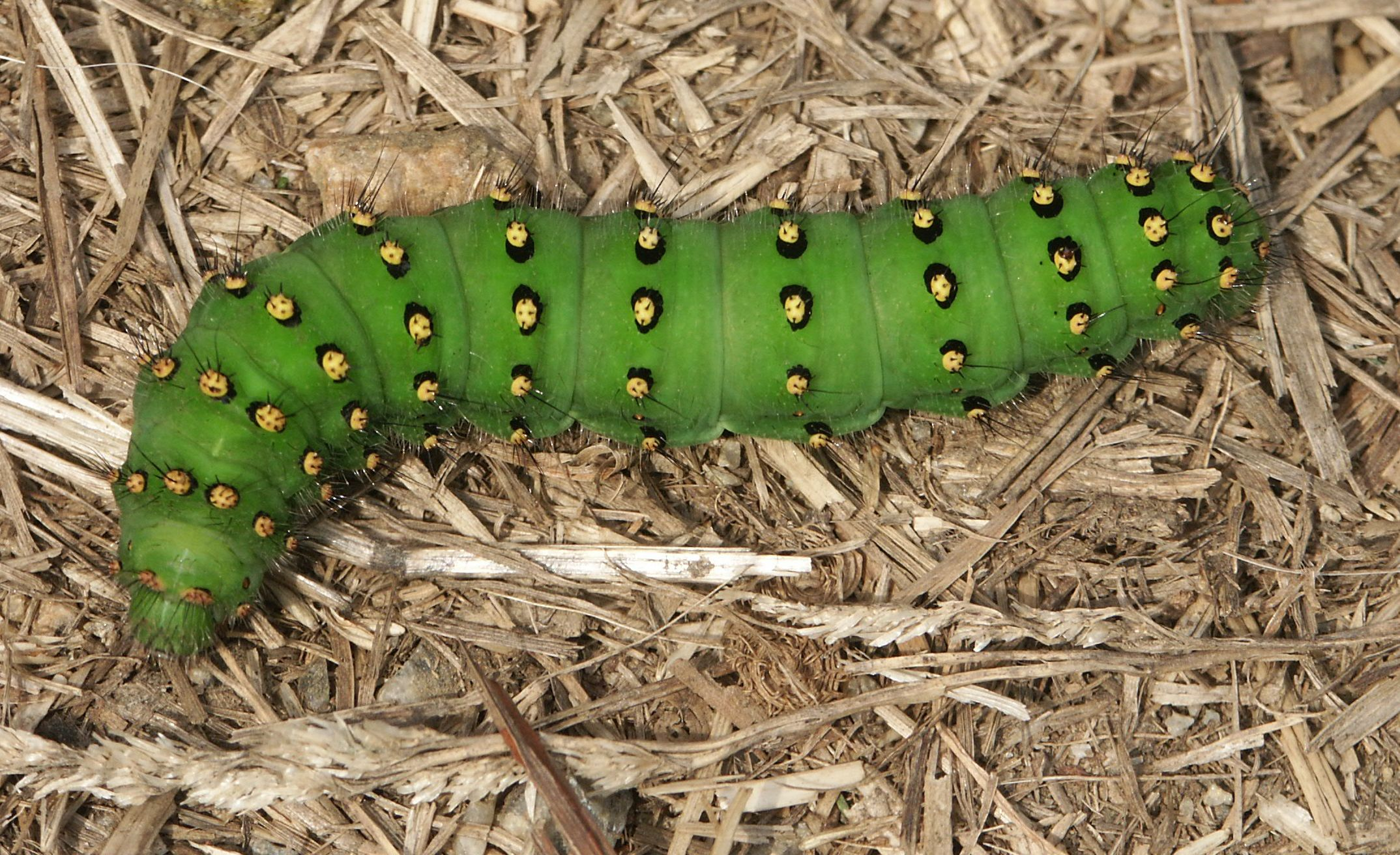
A Saturnia pavonia hernyója

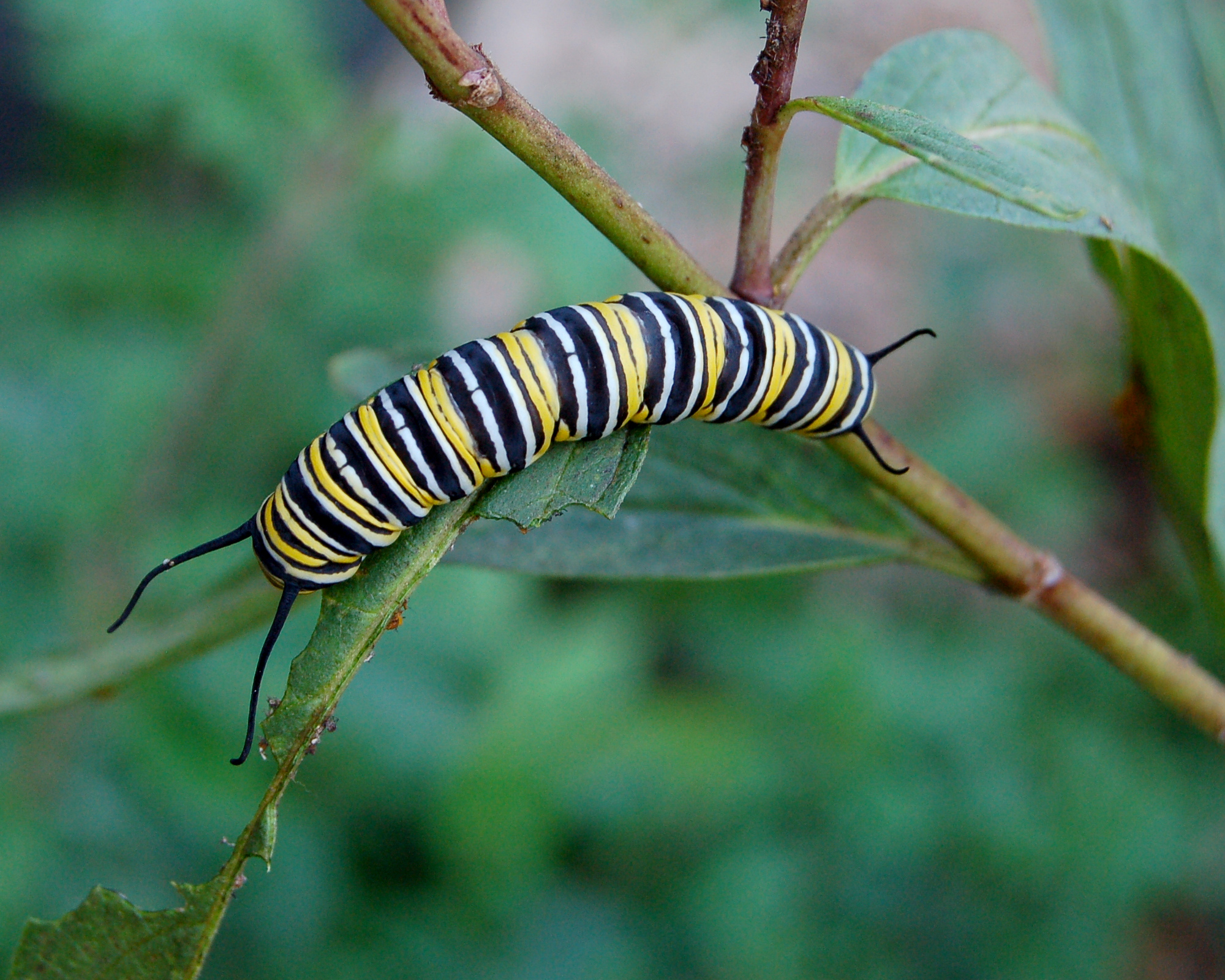
A pompás királylepke hernyója

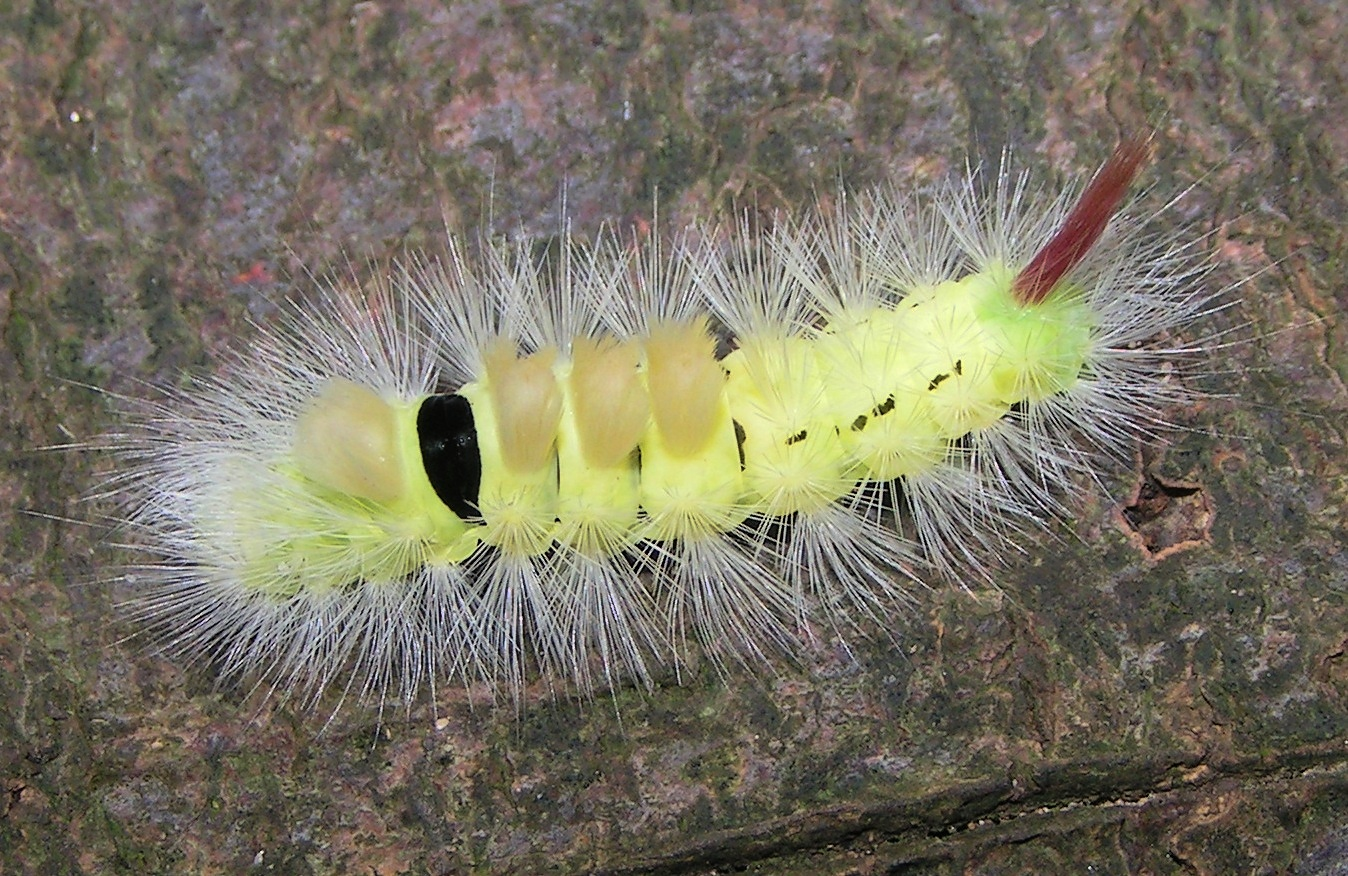
A hamvas gyapjaslepke hernyója

A hernyó (néha az álhernyóktól megkülönböztetve: lepkehernyó) a lepkék (Lepidoptera) rendjébe tartozó rovarok lárvájának neve. Általában növényevők, néhány faj rovarevő. Elsődlegesen szárazföldi életmódúak. Igen falánkak, sokukat kártevőnek tekintenek. Több lepkefaj hernyója a kártevése révén jobban ismert, mint maga a kifejlett rovar.
A hernyó a potrohán növő, rövid és vastag, ízeletlen végtagokkal: állábakkal változtatja helyét. Az állábakon a tapadást segítő kampó- vagy sertekoszorúk nőnek. Az állábak száma különböző – a leggyakrabban öt pár. A torlábak utáni első két potrohszelvényen többnyire nem nő álláb (de az állkapcsos molyok (Zeugloptera) alrendjébe tartozó hernyó minden potrohszelvényén van álláb). Szájszervük erőteljes, rágó jellegű.
Megjelenésük az imágóhoz hasonlóan változatos: csupasz és hosszú, élénk színű, mérgező szőrökkel dúsan borított hernyókkal egyaránt találkozhatunk. A labiumon szövőmirigy található, ezzel fedett bábjuk köré gyakran gubót szőnek.
Egyes, kis testű hernyók a levelek belsejében fejlődhetnek ki, úgy, hogy a felső és alsó epidermiszt érintetlenül hagyják (aknázó életmód). Vannak száraz, elhalt növényi anyagokon és állati eredetű anyagokon élők is. Ismeretesek ragadozó, levéltetveket pusztító, hangyákkal együtt élő, sőt vízi életmódot folytató hernyók is.

## Anatómia
Bábjaik rendszerint fedett bábok (pupa obtecta).

### Érzékszervek
A hernyók látása fejletlen. Szemek helyett egyszerű oldali pontszemeik (stemma, többes számban stemmata, illetve ocellus, többes számban ocelli) vannak, 6-6 darab. Ezekkel valószínűleg jól fókuszált, ám kis felbontású képet alkotnak. Fejük oldalirányú mozgatásával igyekeznek a tárgyak (leggyakrabban növények) távolságát megbecsülni. Rövid csápjaik segítik őket a táplálékkeresésben.
Egyes hernyók képesek a rezgések érzékelésére, általában meghatározott frekvencián. A Drepanoidea öregcsaládba tartozó Drepana arcuata testét a levélhez dörzsölve bocsát ki hangot, így lép rituális, akusztikus párbajba fajának többi egyedével, hogy megvédelmezze selyemgubóit. Nem a levegőben terjedő hangot, hanem a növény által vezetett rezgéseket érzékeli. Hasonlóan védi levélsodratát a cseresznye levélsodrómolya (Caloptilia  serotinella). A gyűrűsszövők (Malacosoma) a természetes ellenségeik szárnycsapásai által keltett rezgéseket is képesek azonosítani azok frekvenciájából.

## Osztályozás
Haladásuk módja szerint két nagy csoportjukat: a valódi hernyókat és az araszoló hernyókat különböztetjük meg.

### Álhernyók
Egyes, a hártyásszárnyúak rendjébe tartozó fajok (leginkább a növényevő darazsak (Symphyta) alrend) lárvái hasonló életmódjuk következtében (konvergencia) hernyókra emlékeztetnek. Ezeket álhernyóknak nevezzük. A megkülönböztetést segíti, hogy az álhernyók feje nagyobb, 5 vagy több pár állábuk (pseudopodi) van (a lepkehernyóknak 5 pár vagy kevesebb), úgy, hogy minden hasi szegmensen van egy-egy pár. Az álhernyóknak oldalanként csak 2 pontszemük (ocelli) van, míg a valódi hernyóknak 6.
Az álhernyók általában zöldes színűek, néha egy-egy sötétebb harántos sávval tarkítva, így jól beleillenek a környezetbe, bár előfordulnak világos színű vagy tarka alakok is. Bőrük sima, csupasz és lágy, esetenként ráncos szemölcsökkel, amiken egy-egy serte ülhet. A lepkehernyókhoz hasonló szőrös alakokat nem találunk köztük. Fejükön rövid (1-7 ízű) csáp, valamint kétoldalt 1-1 apró pontszem nő. Fejtetőjükön nincsenek pontszemeik, és a rejtett életmódú álhernyóknál (pl. a fadarazsakénál) a szemek akár teljesen vissza is fejlődhetnek.
Rágó szájszerveik jól fejlettek, maguk a rágók is igen erősek. A három torszelvényt tíz, élesen elkülönült potrohszelvény követi. Három pár torlábukon kívül akár hat-nyolc pár potrohlábuk is lehet, míg a lepkehernyókon legfeljebb öt pár potrohláb fejlődik. A Symphyták álhernyóinak potrohlábain nincsenek a tapadást segítő kampó- vagy sertekoszorúk, mint a lepkehernyókon, lábaik egyedül a szívóhatást felhasználva tapadnak meg. A szövődarazsak, fadarazsak, szalmadarazsak és ál-fadarazsak álhernyóinak eltérő életmódjuk miatt egyáltalán nincsenek potrohlábaik.

## Védelmi rendszerek
Egyes családok, így például a pókhálós molyfélék hernyói ilyen szövedékkel védik magukat potenciális ellenségeiktől, és a szövedék védelmében egyénileg vagy csapatosan komoly károkat okozhatnak; akár teljesen tarra rághatják gazdanövényüket.
Sok hernyó testét mérgező szőrök borítják, más fajoknak a teste mérgező (a tápnövény anyagcseretermékeitől). 
A sodrómolyfélék (Tortricidae) hernyói csővé sodorják, majd összeszövik a tápláléknövény leveleit: ebben a csőben laknak és egyúttal ezt is eszik.
A csüngőlepkefélék érintésre kellemetlen ízű, olajos, sárgás nedvet bocsátanak ki magukból. Ha veszélyt éreznek, holtnak tettetik magukat.
A zsákhordó lepkefélék (Psychidae) hernyói egész életüket cső-, illetve zsákszerű szövedékükben élik le, és azt a nőstények még imágó korukban sem hagyják el.

## Fejlődés
A hernyó fejlődésének vedlések által elkülönített stádiumait (lárva-, illetve álcaállapotok, „instar”) az „L” betű után írt arab számmal jelöljük. A frissen kikelt hernyócska az L1 stádiumban van, az első és a második vedlés között az L2-ben és így tovább egészen a bebábozódásig.

## Fordítás
- Ez a szócikk részben vagy egészben  a   Caterpillar című angol Wikipédia-szócikk ezen változatának fordításán alapul.  Az eredeti cikk szerkesztőit annak laptörténete sorolja fel. Ez a jelzés csupán a megfogalmazás eredetét és a szerzői jogokat jelzi, nem szolgál a cikkben szereplő információk forrásmegjelöléseként.